# Ichnotropis bivittata
Ichnotropis bivittata är en ödleart som beskrevs av  José Vicente Barbosa du Bocage 1866. Ichnotropis bivittata ingår i släktet Ichnotropis och familjen lacertider.

## Utbredning
Arten förekommer i Angola, Zambia och södra delarna av Tanzania och Kongo samt i norra Malawi.

## Underarter
Arten delas in i följande underarter:
- I. b. bivittata
- I. b. pallida